# بائگونسان (گوسان/مونگیئونگ)
بائگونسان (به لاتین: Baekhwasan) یک کوه در کره جنوبی است که در کره جنوبی واقع شده‌است. بائگونسان ۱٬۰۶۴ متر بالاتر از سطح دریا واقع شده‌است.